# Barbus tyberinus

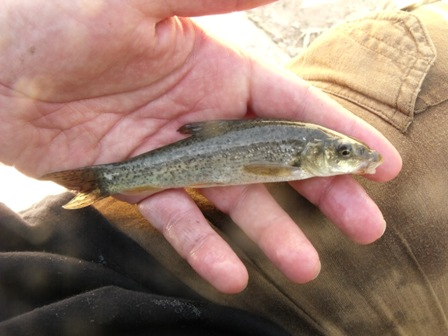
Giovane esemplare

Il barbo etrusco (Barbus tyberinus (Bonaparte, 1839)) è un pesce osseo d'acqua dolce appartenente alla famiglia Cyprinidae. È noto in italiano anche come barbo tiberino o barbo del Tevere.

## Distribuzione e habitat
È endemico del versante tirrenico della Penisola Italiana, tra il fiume Magra a nord e il Tevere a sud. Le Segnalazioni per i fiumi tributari del mare Adriatico in Abruzzo e Molise sono da ascriversi a Barbus samniticus, specie descritta nel 2021, mentre quelle riferite ai bacini meridionali (dal Liri-Garigliano al Bussento e dal Fortore all'Ofanto) sono da attribuire a Barbus fucini, specie riabilitata sempre nel 2021. Nelle Marche la specie presenta una fascia di introgressione naturale con B. plebejus situata tra i bacini del Metauro e dell'Esino, così come avviene nel fiume Sacco (provincia di Frosinone) con B. fucini. L'estensione verso sud dell'areale è incerta, poiché le popolazioni presenti tra il Tevere e il Garigliano non sono state ancora indagate. La sua presenza in alcuni bacini liguri a ovest del Magra potrebbe infine essere frutto di introduzione.
Vive preferibilmente in corsi d'acqua a forte corrente, nella Zona dei ciprinidi litofili sconfinando talvolta nella  zona dei salmonidi, in zone con fondi ciottolosi o sabbiosi e, spesso, acqua a bassa profondità. È una specie tipica di acque correnti vivaci e molto raro nei laghi o in acqua ferma.

## Descrizione
L'aspetto generale del barbo tiberino non si discosta significativamente da quello degli altri Barbus europei, ha corpo affusolato con ventre quasi piatto e dorso relativamente convesso; il corpo è coperto da scaglie piccole. La testa è conica e allungata e l'occhio relativamente piccolo; la bocca si apre in posizione inferiore ed è bordata da labbra carnose sulle quali sono impiantate due paia di barbigli. Il labbro inferiore, come in tutti i Barbus, ha una prominenza posteriore detta lobo mediano. È in particolare molto simile al barbo padano specie vicariante nel distretto Padano-Veneto e, in misura minore, con il barbo europeo, estesamente introdotto in tutta Italia. Si ricorda che queste tre specie, laddove messe artificialmente in simpatria, si sono estesamente ibridate dando luogo a fenomeni di introgressione genetica tali da rendere impossibile il riconoscimento della specie in base ai soli caratteri morfologici: i caratteri indicati sono validi dunque solo per gli esemplari puri e non ibridati. In questa specie il primo raggio della pinna dorsale è è piuttosto flessibile, osseo solo presso l'attaccatura; questo raggio è posteriormente liscio negli adulti e presenta seghettature leggere nei giovani. Le scaglie sono leggermente più grandi che nel barbo padano. La pinna anale è molto lunga nei maschi, ripiegata raggiunge e supera l'inserzione della pinna anale, nella femmina questa pinna è più corta. La pinna dorsale ha il bordo posteriore solo leggermente concavo e talora dritto.
La livrea è variabile in base alle condizioni dell'ambiente. Il colore di fondo è bruno-giallastro o verdastro, con ventre giallo o biancastro; una fitta punteggitura scura è presente su testa e fianchi, talvolta raggruppata in marezzature irregolari, spesso il dorso è privo di macchie, che sono presenti solo sui fianchi. Nei giovani la maculatura può essere più contrastata e grossolana che negli adulti, a volte formando grandi macchie scure tanto da assomigliare a quelle del barbo canino; esiste d'altronde una livrea giovanile definita concolor, piuttosto rara, nella quale la maculatura scompare del tutto. Le pinne, almeno quelle pari, sono maculate; le pinne pari e l'anale hanno sfondo giallastro o aranciato. Gli individui che vivono in torrenti con acque limpide hanno maculatura più evidente rispetto a quelli dei fiumi.
La taglia massima raggiunge eccezionalmente i 70 cm e i 6 kg di peso; normalmente una misura di 50 cm è già molto grande e le popolazioni dei torrenti collinari possono raggiungere i 25 cm di taglia massima.

## Biologia
D'inverno si rifugia negli anfratti fra le pietre. È attivo tra 16 e 22°C gradi.

### Alimentazione
Si nutre prevalentemente di invertebrati bentonici come larve di ditteri, plecotteri, efemerotteri e tricotteri e crostacei nonché di materiale vegetale. Sembra che, al contrario degli altri Barbus presenti in Italia, non si nutra di altri pesci.

### Riproduzione
La riproduzione avviene in primavera (aprile-giugno) quando la temperatura raggiunge 16-17° C. I riproduttori si portano con brevi brevi migrazioni in zone dei fiumi dotate di acque basse molto ossigenate, forte corrente e fondo sassoso. La frega avviene di notte e le uova, in numero di alcune migliaia per ogni femmina, aderiscono alle pietre. Ogni femmina depone le uova in più occasioni in ogni stagione riproduttiva. La schiusa avviene da 8 a 15 giorni dopo la deposizione, in base alla temperatura dell'ambiente. La maturità sessuale viene raggiunta di norma a tre anni ma questo tempo è altamente variabile, infatti talvolta i maschi risultano avere gonadi mature a un solo anno di vita.

## Pesca

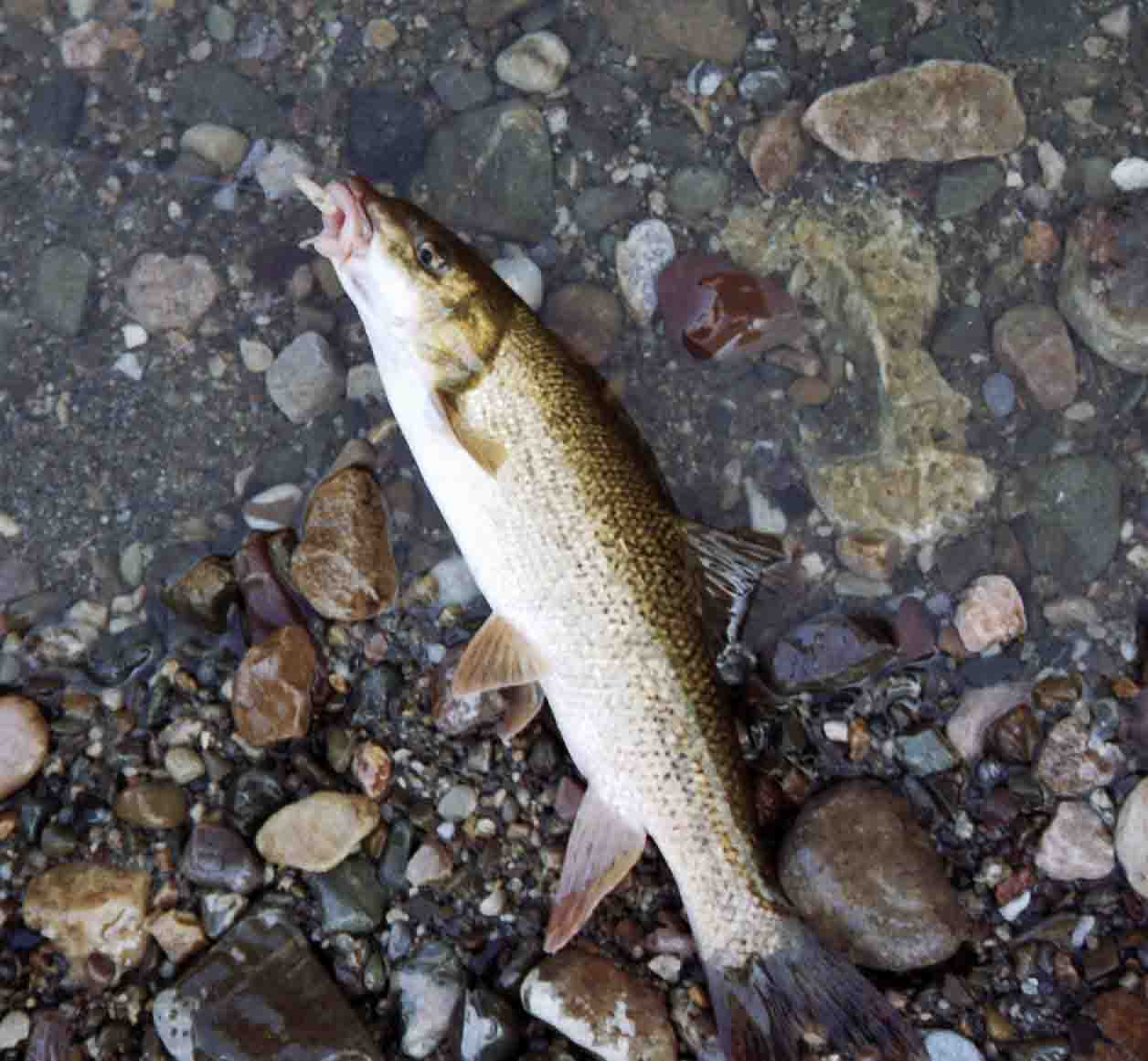
esemplare pescato

Non ha alcuna importanza per la pesca commerciale mentre viene catturato dai pescatori sportivi che lo apprezzano per la potenza che sviluppa una volta allamato; lo si insidia di solito con la tecnica della passata o della pesca a fondo utilizzando esche naturali come lombrichi, bigattini o impasti. Le carni sono buone ma molto ricche di lische.

## Conservazione
Le popolazioni di questa specie si stanno riducendo in maniera abbastanza rapida a causa delle alterazioni del fondo dei fiumi, la costruzione di dighe e dell'introduzione di specie aliene come il barbo europeo e quello  padano che esercitano una forte competizione e si ibridano con il barbo tiberino causando un serio inquinamento genetico tanto che numerosi fiumi sono popolati unicamente da ibridi. Sembra che le popolazioni si siano ridotte di almeno il 30% in 10-20 anni e che siano in miglior stato quelle della parte meridionale dell'areale rispetto a quelle dell'Italia centrale.  

## Tassonomia
A lungo è stato confuso con Barbus plebejus, simile ma con areale diverso e sovrapposto unicamente nelle Marche. Solo nel 1995 è stata fatta chiarezza sulla tassonomia dei Barbus italiani grazie ad uno studio di Bianco.